# Prolymnia atrifera
Prolymnia atrifera là một loài bướm đêm trong họ Noctuidae.